# Jean-Claude Kaufmann
Jean-Claude Kaufmann (ur. 12 kwietnia 1948 w Rennes) - socjolog francuski.

## Życiorys
Jean-Claude Kaufmann rozpoczął swoją karierę naukową w 1969 roku. Od 1977 roku pracuje w Ośrodku Badań nad Więziami Społecznymi (Uniwersytet Paris 5 - Uniwersytet Paryski) wchodzącego w skład CNRS - na początku pracował jako adiunkt, obecnie jest dyrektorem badań tego ośrodka i tam również wykłada. Przez wiele lat zajmował się zagadnieniami takimi jak związki par i życie codzienne. Początkowo specjalizował się w socjologii życia codziennego z czasem poszerzając swoje analizy na zagadnienia tożsamości. Jego badania w CNRS dotyczą także takich zagadnień jak socjalizacja i podmiotowość.
Tematy badawcze podejmowane przez Kaufmanna dotyczą społecznych mechanizmów, o których wcześniej niewiele było wiadomo. Zasadniczy przedmiot badań odnosi się zawsze do zagadnienia o znaczeniu ogólnym, stanowi on dopiero punkt wyjścia do szerszych analiz: na przykład badanie intymności w związkach par poprzez analizowanie tego jak pary takie piorą swoją brudną bieliznę (La Trame conjugale, 1992); socjologiczne badania nad męskimi spojrzeniami na nagie piersi kobiet na plaży (Corps de femmes, regards d’hommes, 1995); analiza logiki prac związanych z utrzymaniem gospodarstwa domowego w kontekście cielesnym i duchowym (Le Coeur à l'ouvrage, 1997); badania doszukujące się przyczyn samotnego życia kobiet w "bajce o księciu" (La Femme seule et le Prince charmant, 1999); rozwój uczucia miłości po "przygodzie łóżkowej" (Premier matin, 2002).
Kaufmann opracował nowe narzędzia i metody badań socjologicznych. W swej skłonności do konkretyzacji nie sprowadza wszystkiego do empirii. Dane empiryczne, spojrzenie na fakty stanowią dla niego punkt wyjścia do budowania teorii krok po kroku. Taka indukcyjna metoda budowania teorii socjologicznych w przeciwieństwie do klasycznych metod polega na wyprowadzaniu teorii z faktów a następnie na systematycznym jej weryfikowaniu na bieżąco.
W latach 80. i 90. był konsultantem francuskiego Ministerstwa Budownictwa, francuskiego Ministerstwa Kultury, Unii Europejskiej oraz wielu instytucji publicznych i firm prywatnych. Od kilku lat koncentruje się na badaniach naukowych, pisaniu i prezentowaniu wyników swoich badań.

## Tłumaczenia na język polski
- Ego. Socjologia Jednostki. Inna wizja człowieka i konstrukcji podmiotu, Warszawa 2004, Oficyna Naukowa, ISBN 83-88164-77-5 (Ego. Pour une sociologie de l’individu. Une autre vision de l'homme et de la construction de sujet, 2001)
- Niezwykła historia szczęśliwej miłości, Warszawa 2012, Oficyna Naukowa, ISBN 978-83-7737-032-2 (L'étrange histoire de l'amour heureux, 2009)
- Wywiad rozumiejący, Warszawa 2010, Oficyna Naukowa, ISBN 978-83-7459-110-2 (L'entretien compréhensif, 2007)